# Sultanato de Quedá
O Sultanato de Quedá é uma dinastia muçulmana localizada na Península Malaia. Era originalmente um estado independente, mas tornou-se um protetorado britânico em 1909. Sua monarquia foi abolida depois que foi adicionada à União Malaia, mas foi restaurada e adicionada à sucessora da União Malaia, a Federação da Malásia.

## Lista de Sultões
- Sultão Muzafar Xá I (1160-1179)
- Sultão Muazam Xá (1179-1201)
- Sultão Maomé Xá (1201-1236)
- Sultão Mazul Xá (1236-1280)
- Sultão Mamude Xá I (1280-1320)
- Sultão Ibraim Xá (1320-1373)
- Sultão Solimão Xá I (1373-1422)
- Sultão Atadulá Maomé Xá (1422-1472)
- Sultão Maomé Jiuá Zainal Abidine I (1472-1506)
- Sultão Mamude Xá II (1506-1546)
- Sultão Muzafar Xá II (1546-1602)
- Sultão Solimão Xá II (1602-1625)
- Sultão Rijaludim Xá (1625-1651)
- Sultão Muiudim Xá (1651-1661)
- Sultão Ziaudim Macaram Xá (1661-1687)
- Sultão Atadulá Maomé Xá II (1687-1698)
- Sultão Abedalá I Almoazam Xá (1698-1706)
- Sultão Amane Tajudim Halim Xá I (1706-1709)
- Sultão Abedalá II (1709-1723)
- Sultão Atadulá Maomé III (1723-1741)
- Sultão Maomé Jiuá Zainal Abidine II (1741-1778)

Os Sultões "HH"
- HH Sultão Abedalá Macaram Xá III (1778-1797)
- HH Sultão Ziaudim Macarram Xá II (1797-1803)
- HH Sultão Amade Tajudim II Halim Xá (1803-1843)
- HH Sultão Zainal Raxide Muazam Xá II (1843-1854)
- HH Sultão Amade Tajudim III Macaram Xá (1854-1879)
- HH Sultão Zainal Raxide Muazam Xá III (1879-1881)
- HH Sultão Abdulamide Halim Xá (1881-1943)
- HH Sultão Badli Xá (1943-1958)
- HH Sultão Abdul Halim Muazam Xá (1958-2017)
- HH Sultão Sallehuddin (2017-presente)